# هواپیمای بال‌چتری
هواپیمای بال‌چتری (انگلیسی: Parasol wing) هواپیمای تک‌باله‌ای را می‌گویند که بال آن به‌وسیلهٔ چند بازو بر بالای تنه نصب شده‌است.